# Hamatocactus
Genre
Classification phylogénétique
Le genre Hamatocactus  est un des 90 genres de cactus. Il est maintenant considéré comme un sous-genre de Thelocactus.

## Espèces
- Hamatocactus crassihamatus (Weber) Buxbaum
- Hamatocactus hamatacanthus (Muehlenpfordt) F.Knuth
- Hamatocactus setispinus (Engelmann) Britton & Rose
- Hamatocactus sinuatus (Dietrich) Orcutt
- Hamatocactus uncinatus (Galeotti) Orcutt